# 스트로베리 필드

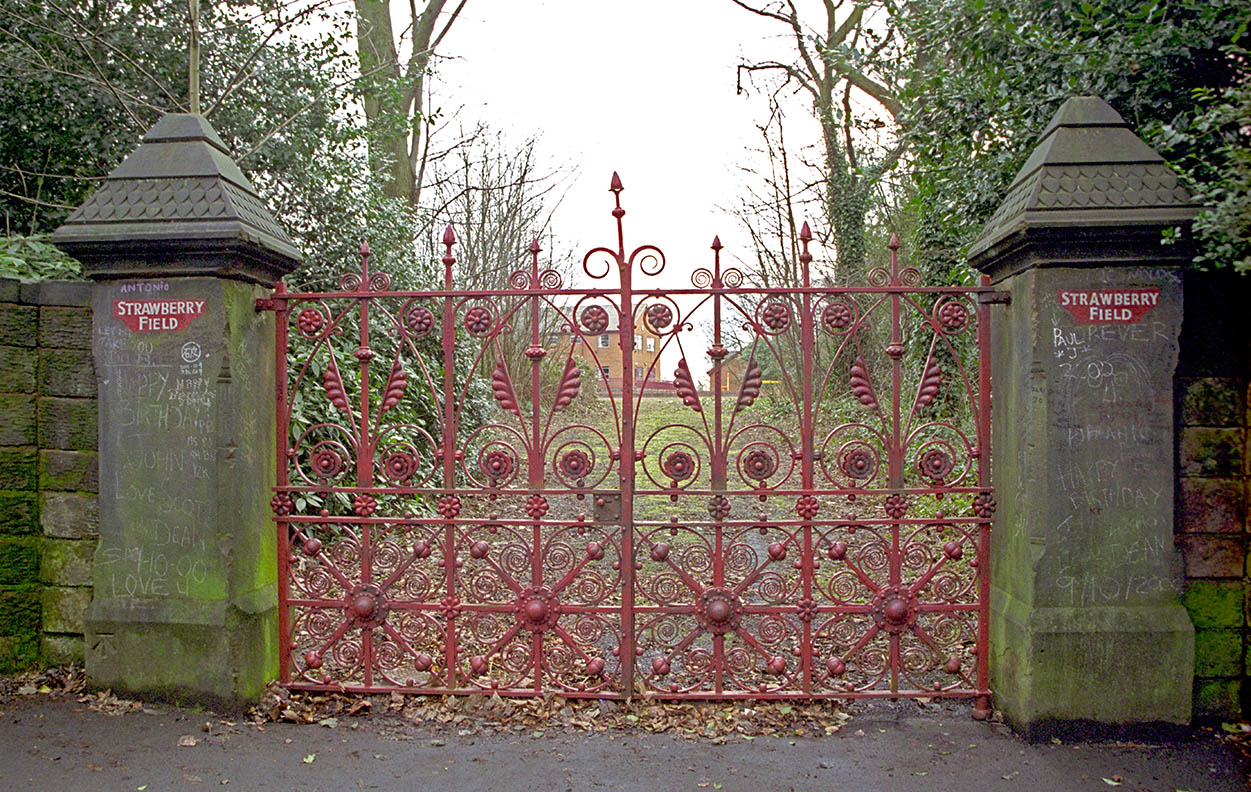
스트로베리 필즈

스트로베리 필드(Strawberry Field)는 영국 리버풀에 위치한 구세군 고아원이다. 비틀즈의 노래 〈Strawberry Fields Forever〉는 이 고아원을 모티브로 하였다.
존 레논에게 영감을 준 것으로 알려진 이 건물은 1870년 처음 지어졌고 이후 1934년 구세군이 그곳을 인수해 고아원으로 운영했다. 이 고아원은 다시 1970년대에 작은 어린이집을 만들 목적으로 철거돼 레넌 코트라는 이름으로 불리다가 2005년, 끝내 문을 닫았다. 스트로베리 필드의 원래 정문은 다홍색으로 칠해져 있었지만 2010년 그 자리에 새 정문을 세우면서 다홍색 정문은 역사 속으로 사라졌다.
리버풀 멘러브 애비뉴에 있는 미미 이모 집에서 자란 레논은 스트로베리 필드 고아원 바로 옆 담 밑을 기어 다니며 놀았고 이모와 함께 가든 파티에 참석하곤 했다.

## 같이 보기
- 스트로베리 필즈

## 참고 문헌
- 브라이언, 사우널 (2014). 《The Beatles in 100 Objects》 [비틀즈 100]. 아트북스. ISBN 978-89-6196-172-1. 2017년 4월 25일에 확인함.